# Jesse James Meets Frankenstein's Daughter
Jesse James Meets Frankenstein’s Daughter is een Amerikaanse lowbudgetfilm uit 1966. In de film wordt Jesse James' beste vriend neergeschoten en zoekt hij hulp bij de kleindochter van dokter Frankenstein. De film bevindt zich in het publiek domein.
De film combineert twee genres, western en horror, die in de loop van de jaren zestig een neergang kenden.

## Verhaal
Op de vlucht van een posse zoeken Jesse James en Hank Tracy, een gewond lid van zijn bende, hulp bij Juanita, een jonge Mexicaanse die hen leidt naar een oude missiepost bewoond door de kleinkinderen van de beruchte Dr. Frankenstein. Nadat ze Jesse weggestuurd heeft, ogenschijnlijk om medicijnen te halen, voert Frankensteins kleindochter Maria een hersentransplantatie uit op Hank en transformeert ze hem in Igor, een monster gelijkaardig aan dat van haar grootvader. Jesse keert terug naar de missie en wordt bewusteloos geslagen door het monster, die niet langer zijn vriend herkent. Vervolgens bereidt Maria een gelijkaardige operatie voor op Jesse, maar Juanita komt aan met Marshall MacPhee, en zowel Maria als Igor wordt gedood. Jesse wordt weggebracht door de marshal, en Juanita belooft te wachten op zijn terugkeer.

## Rolverdeling
| Acteur             | Personage                | Opmerkingen               |
| ------------------ | ------------------------ | ------------------------- |
| John Lupton        | Jesse James              |                           |
| Narda Onyx         | Dr. Maria Frankenstein   |                           |
| Estelita Rodriguez | Juanita Lopez            | gecrediteerd als Estelita |
| Cal Bolder         | Hank Tracy/Igor          |                           |
| Jim Davis          | Marshall MacPhee         |                           |
| Steven Geray       | Dr. Rudolph Frankenstein |                           |
| Rayford Barnes     | Lonny Curry              |                           |
| William Fawcett    | Jensen, de apotheker     |                           |
| Nestor Paiva       | Saloon Owner             |                           |
| Roger Creed        | Butch Curry              |                           |
| Rosa Turich        | Nina Lopez               |                           |
| Felipe Turich      | Manuel Lopez             |                           |
| Fred Stromsoe      |                          |                           |
| Dan White          | Pete Ketchum             |                           |
| Page Slattery      |                          |                           |
| Mark Norton        |                          |                           |

## Achtergrond
Jesse James Meets Frankenstein's Daughter werd specifiek gemaakt voor de drive-inbioscoop om samen met Billy the Kid vs. Dracula, eveneens geregisseerd door William Beaudine, uitgebracht te worden als een zogenaamde double feature. Beide werden gedraaid in acht dagen tijd op de ranch van Ray "Crash" Corrigan (Flash Gordon in de originele serie) in Simi Valley, Californië.
Volgens distributeur Sam Manners werden de films voor de lol gemaakt, "[...] en ik ben zeker dat [producenten Case en Levine] geloofden er geld mee te kunnen verdienen." (Marshall 2005: 280) Levine verwachtte met elke film meer dan vijf miljoen dollar binnen te halen.

## Ontvangst
"Overdreven acteerwerk, geforceerde dialoog, onlogische verhaallijnen en stereotype personages gespeeld door verouderde acteurs", verklaart Wendy Marshall, biografe van regisseur Beaudine, "maar rekening houdend met hun doelpubliek waren de films een perfect fit." (ibid.) Marshall benadrukt dat de opzet van de makers van meet af aan duidelijk is. Auteur Frank Richard Prassel beweert echter het tegendeel; de films zouden serieus bedoeld zijn in hun combinatie van horror met desperado's, met "vreselijke" resultaten als gevolg.